# قطعنامه ۱۹۲۹ شورای امنیت
قطعنامه ۱۹۲۹ شورای امنیت سازمان ملل متحد قطعنامه‌ای مربوط به برنامه هسته‌ای ایران است که در ۹ ژوئن ۲۰۱۰ به تصویب این شورا رسید و تحریم‌های اقتصادی شدیدی را علیه ایران وضع کرد. صدور این قطعنامه در پی عدم اجرای مفاد قطعنامه‌های ۱۶۹۶ (۲۰۰۶)، ۱۷۳۷ (۲۰۰۶)، ۱۷۴۷ (۲۰۰۷)، ۱۸۰۳ (۲۰۰۸)، ۱۸۳۵ (۲۰۰۸) و ۱۸۸۷ (۲۰۰۹) از سوی ایران صورت گرفت.
این قطعنامه با ۱۲ رأی موافق، ۱ خودداری از شرکت در رأی‌گیری (لبنان) و ۲ رأی مخالف (برزیل و ترکیه) در جلسه‌ای به ریاست مکزیک تصویب شد.
این قطعنامه آغاز چهارمین دور تحریم‌های علیه ایران است. بر اساس این قطعنامه، ایران نباید از هیچ فعالیت تجاری مرتبط با غنی‌سازی اورانیوم و دیگر مواد هسته‌ای یا فناوری دیگر کشورها بهره‌مند شود و تمامی کشورها باید از انتقال هرگونه تانک، خودروهای زرهی، هواپیماهای جنگی، هلیکوپترهای تهاجمی، توپخانه کالیبر بالا، کشتی‌های نظامی، موشک و سیستم‌ها و قطعات مرتبط با آن‌ها به ایران خودداری کنند. اگر ایران تمام فعالیت‌های مرتبط با غنی‌سازی و بازفرآوری خود را متوقف کند، این قطعنامه به حالت تعلیق در خواهد آمد.
این قطعنامه در ۲۰ ژوئیه ۲۰۱۵ توسط قطعنامه ۲۲۳۱ شورای امنیت سازمان ملل به حالت تعلیق درآمد.

## مفاد قطعنامه
بر اساس این قطعنامه، ایران باید ساخت تمام مراکز غنی‌سازی اورانیوم یا تأسیسات اتمی آب سنگین (مراکز پلوتونیوم) را متوقف و از ساخت تأسیسات مشابه خودداری کند.

### مجازات‌ها
این قطعنامه:
- فعالیت‌های اتمی تجاری ایران در خارج از جمله هرگونه شرکت در طرح‌های استخراج اورانیوم در کشورهای دیگر یا شرکت در تولید مواد یا تکنولوژی‌های اتمی در خارج را ممنوع می‌کند.
- دولت‌های دیگر را موظف می‌کند که از حضور دولت ایران و اشخاص حقیقی و حقوقی ایرانی در موارد فوق جلوگیری کنند.
- کشورها را موظف می‌کند که از انتقال مستقیم یا غیرمستقیم هشت نوع سلاح سنگین از جمله تانک، خودروهای زرهی، هواپیماهای جنگی، هلیکوپترهای تهاجمی، کشتی‌های نظامی و سیستم‌های موشکی به ایران جلوگیری کنند.
- منع فعالیت‌های ایران در خصوص تولید موشک‌های بالستیک با قابلیت حمل کلاهک هسته‌ای.
- منع آزمایش‌های موشکی ایران که در آن از تکنولوژی بالستیک استفاده شده باشد.
- کشورها را موظف می‌کند که از ورود شمار دیگری از مقام‌های ایران به قلمروی خود جلوگیری کنند و دارایی‌های تعداد دیگری از افراد و شرکت‌های ایرانی را در فهرست تحریم‌ها برای مسدود شدن قرار می‌دهد.
- از دولت‌ها می‌خواهد تمام محموله‌های هوایی و دریایی را که به ایران فرستاده می‌شود یا از آن خارج می‌شود، در فرودگاه‌ها، بنادر و آب‌های قلمروی خود در صورتی که بر این باور باشند که آن محموله‌ها حاوی مواد اتمی، موشکی یا نظامی ممنوع اعلام شده است، بازرسی کنند.
- به کشورها اجازه می‌دهد محموله‌های دریایی ایران را بر اساس قوانین بین‌المللی در آب‌های آزاد بازرسی، توقیف و حتی در صورت لزوم نابود کنند.
- به کشورها اجازه می‌دهد از تأمین سوخت یا ارائه خدمات دیگر به کشتی‌های ایران یا کشتی‌های خارجی حامل محموله‌های «غیرقانونی» ایران خودداری کنند.
- از کشورها می‌خواهد مراقب مبادلات مالی اشخاص یا شرکت‌ها با افراد و کمپانی‌های ایرانی از جمله شرکت‌های وابسته به سپاه پاسداران یا خطوط کشتیرانی ایران باشند.
- از کشورها می‌خواهد مراقب مبادلات مالی بانک‌های ایرانی از جمله بانک مرکزی این کشور باشند تا از مبادلاتی که مربوط به فعالیت‌های اتمی حساس ایران یا سیستم‌های پرتاب کلاهک‌های هسته‌ای این کشور می‌شود، جلوگیری کنند.
- از کشورها می‌خواهد که با اتخاذ تدابیر لازم از افتتاح شعبه‌ها و نمایندگی‌های بانک‌های ایران در قلمروی خود در صورتی که معتقدند چنین شعبی با فعالیت‌های اتمی ایران ارتباط دارند، جلوگیری کنند.

### اشخاص حقیقی و حقوقی مشمول تحریم‌ها
جواد رحیقی رئیس مرکز فناوری‌های هسته‌ای سازمان انرژی اتمی ایران تنها فردی است که در فهرست تحریم‌ها قرار گرفته، همچنین ۲۲ شرکت و مؤسسه متهم به ارتباط با فعالیت‌های موشکی و هسته‌ای از جمله دانشگاه صنعتی مالک اشتر در تهران، صنایع امین در مشهد، ابزار برش کاوه در تهران، «فرست ایست اگزپورت بانک» در مالزی (تحت کنترل بانک ملت)، صنایع شهید خرازی و مرکز تحقیقات کشاورزی و پزشکی هسته‌ای کرج به همراه ۱۵ شرکت و مؤسسه وابسته به سپاه پاسداران از جمله قرارگاه سازندگی خاتم‌الانبیا، عمران ساحل، راه ساحل و سپانیر و همچنین ۳ نهاد زیرمجموعهٔ خطوط کشتیرانی ایران از جمله «ایریسل بنلوکز» در بلژیک و خط کشتیرانی جنوب در فهرست تحریم‌ها قرار گرفته‌اند.

## واکنش‌ها
ساعتی پس از اعلام خبر تصویب قطعنامه ۱۹۲۹ شورای امنیت سازمان ملل متحد، علی‌اصغر سلطانیه نماینده ایران در آژانس بین‌المللی انرژی اتمی اعلام کرد: «فرقی نمی‌کند که چه تعداد قطعنامه تصویب شود، ایران به غنی‌سازی اورانیوم ادامه خواهد داد.» محمود احمدی‌نژاد رئیس‌جمهور ایران نیز در این باره گفت: «این قطعنامه‌ها برای ملّت ایران پشیزی نمی‌ارزد. به یکی از آن‌ها پیغام دادم که این قطعنامه‌هایی که شما صادر می‌کنید، مثل دستمال مصرف شده‌ای است که باید در زباله‌دان انداخته شود.»
باراک اوباما رئیس‌جمهور آمریکا پس از تصویب قطعنامه ۱۹۲۹ علیه برنامهٔ اتمی ایران گفت: «این قطعنامه شدیدترین تحریم‌ها علیه رژیم ایران را اعمال خواهد کرد و پیام بدون اشتباهی را دربارهٔ تعهد جامعهٔ بین‌المللی برای جلوگیری از گسترش سلاح‌های اتمی ارسال می‌کند. رأی امروز نشان داد که چگونه هزینهٔ سرسختی ایران افزایش خواهد یافت. با این حال، من می‌خواهم شفاف باشم. این تحریم‌ها درهای دیپلماسی را نخواهد بست. ایران همچنان فرصت این را دارد که مسیر بهتر و متفاوتی را در پیش بگیرد.» سوزان رایس سفیر ایالات متحده آمریکا در سازمان ملل نیز پس از تصویب قطعنامه گفت: «تحریم‌ها، برنامهٔ اتمی ایران را نشانه گرفته‌اند که همواره این کشور را به انزوای بیشتر می‌کشاند. تحریم‌ها سخت و هدفمند هستند. ایران همهٔ فرصت‌ها را یکی پس از دیگری برای اثبات صلح‌آمیز بودن برنامهٔ اتمی خود از دست داد.»
بریتانیا از فشارهای بیشتر بر ایران استقبال کرد و گفت که تحریم‌های جدید هم «خوب» و هم «قدرتمند» هستند و پیام مناسب و صریحی از سوی جامعه جهانی به تهران است. ویلیام هیگ وزیر امور خارجه بریتانیا با اشاره به همراهی چین و روسیه در صدور قطعنامه ۱۹۲۹ گفت: «این صدای جهانی است که به وضوح می‌گوید که ایران نمی‌تواند از مذاکره حذر کند و ما هم حاضر نیستیم از کنار این مسئله بی‌تفاوت بگذریم.»
آنگلا مرکل صدراعظم آلمان از تصمیم شورای امنیت سازمان ملل به عنوان «‎یک لحظهٔ مهم در دیپلماسی جهانی» یاد کرد و گفت: «جهان نشان داد که برای جلوگیری از تسلیح اتمی ایران مصمم است.» همچنین گیدو وستروله وزیر امور خارجه آلمان، ضمن استقبال از تصویب قطعنامه شورای امنیت اعلام کرد که جهان همچنان در تلاش برای حل مسالمت‌آمیز مناقشهٔ اتمی ایران است و درهای گفت‌وگو همچنان باز خواهد ماند. وی در برابر این پرسش که آیا به اثرات منفی تحریم ایران برای اقتصاد آلمان فکر می‌کند، پاسخ داد: «بله، این را می‌دانم؛ امّا دستیابی ایران به سلاح اتمی برای اقتصاد آلمان و تمام جهان بسیار گران‌تر تمام خواهد شد.»
در همین زمینه، کاترین اشتون مسئول سیاست خارجی اتحادیه اروپا نیز گفت: «تصویب دور تازه‌ای از تحریم‌ها علیه برنامهٔ اتمی ایران به‌مثابه بستن راه‌های مذاکره برای حل مناقشهٔ هسته‌ای ایران نیست. امیدواریم که تصمیم امروز باعث شود تا ایران به میز مذاکره برگردد.»